# Tillandsia ramellae
Tillandsia ramellae là một loài thực vật có hoa trong họ Bromeliaceae. Loài này được W.Till & S.Till miêu tả khoa học đầu tiên năm 1995.